# VFTS 352

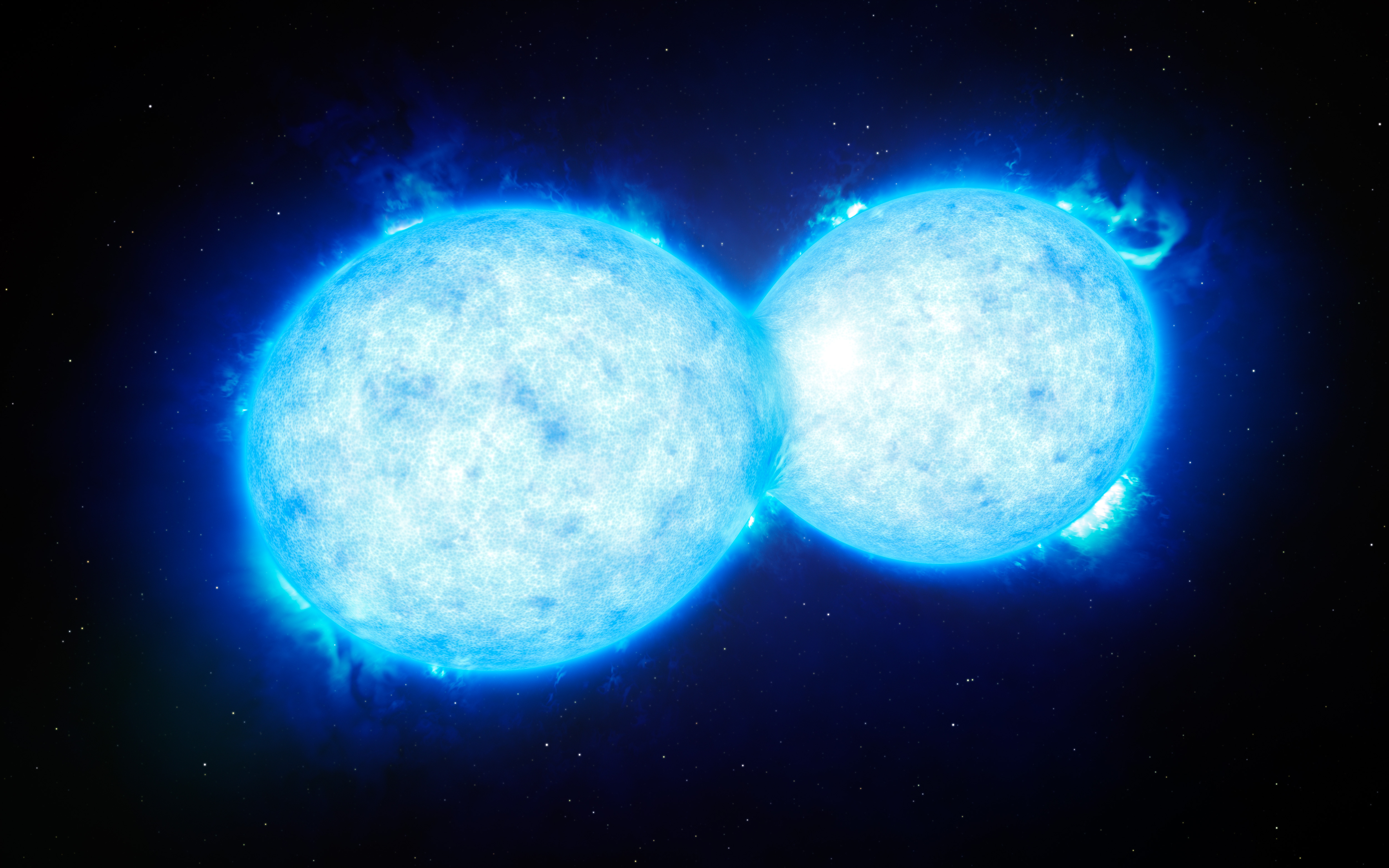
VFTS 352密接聯星想像圖。未來可能會形成單一超巨星或雙黑洞。

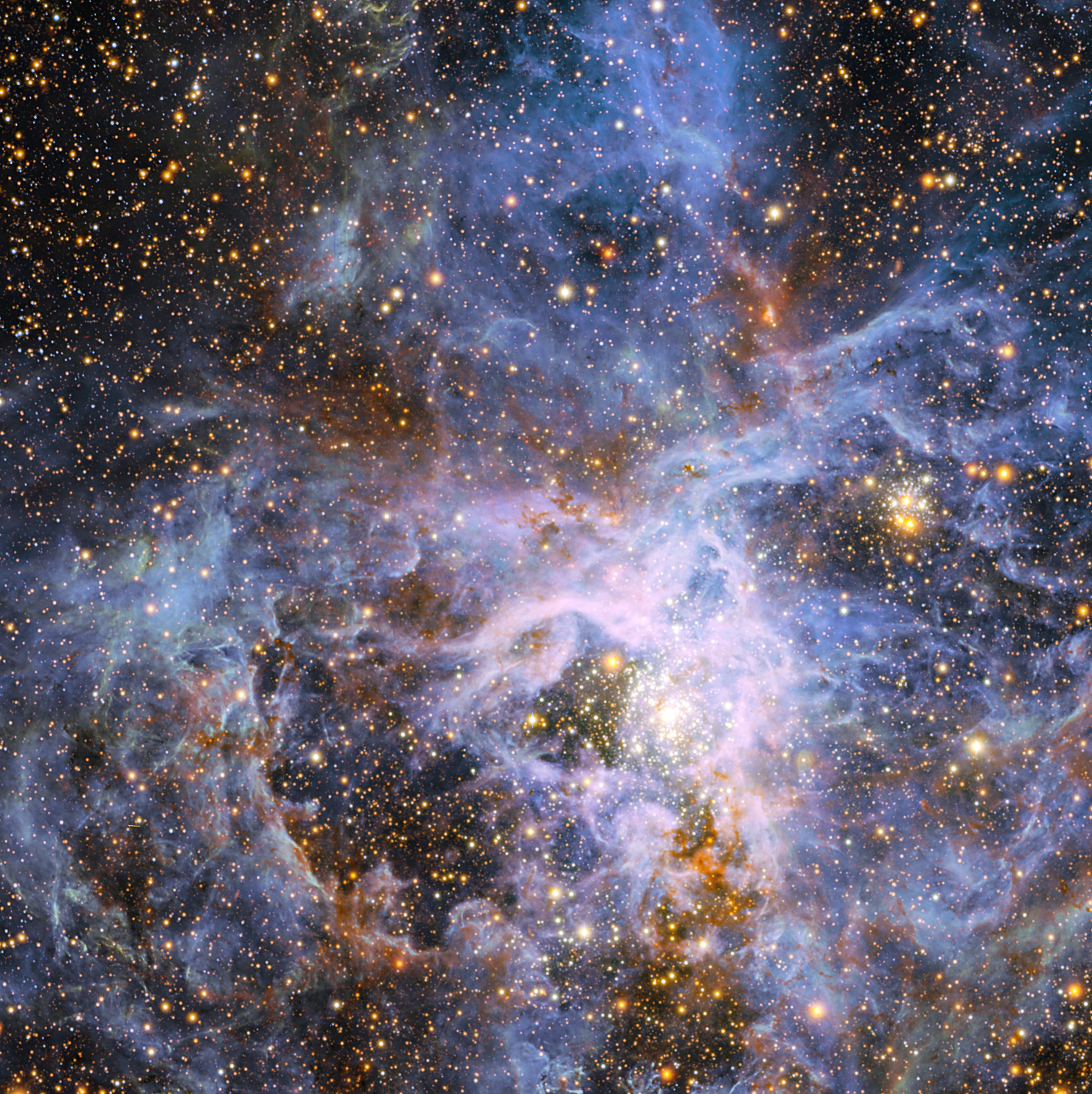
VFTS 352所在大麥哲倫星系蜘蛛星雲部分區域。

VFTS 352是一個位於大麥哲倫星系蜘蛛星雲內的密接聯星，距離地球約160,000光年（49,000秒差距）。該聯星系是至今質量最大，並且光譜型是最早期型的密接聯星。

## 概要
由兩顆O型恆星組成的VFTS 352聯星系統是由欧洲南方天文台的甚大望远镜發現的，並且相關文章於2015年10月13日發表。VFTS 352是由兩顆體積相當，並且表面溫度達到 40,000°C 的高溫明亮巨星組成。兩顆恆星互相環繞的軌道週期稍長於一日，並且因為極為靠近，兩顆恆星的表面已經相互連接。如同VFTS 352這樣極端狀況的恆星被認為內部核融合反應主要產物為氧等元素。
目前仍無法確認 VFTS 352 未來演化結果，只能推測兩種可能狀況。如果兩顆恆星合併，將形成一顆自轉速度極高的恆星。如果合併後的新恆星仍保持高速自轉，將以長時間的伽玛射线暴結束生命。第二種狀況則可能是超新星爆炸後形成距離極為接近的雙黑洞，並且兩個黑洞合併時可能會產生重力波。